# روباه و انگور

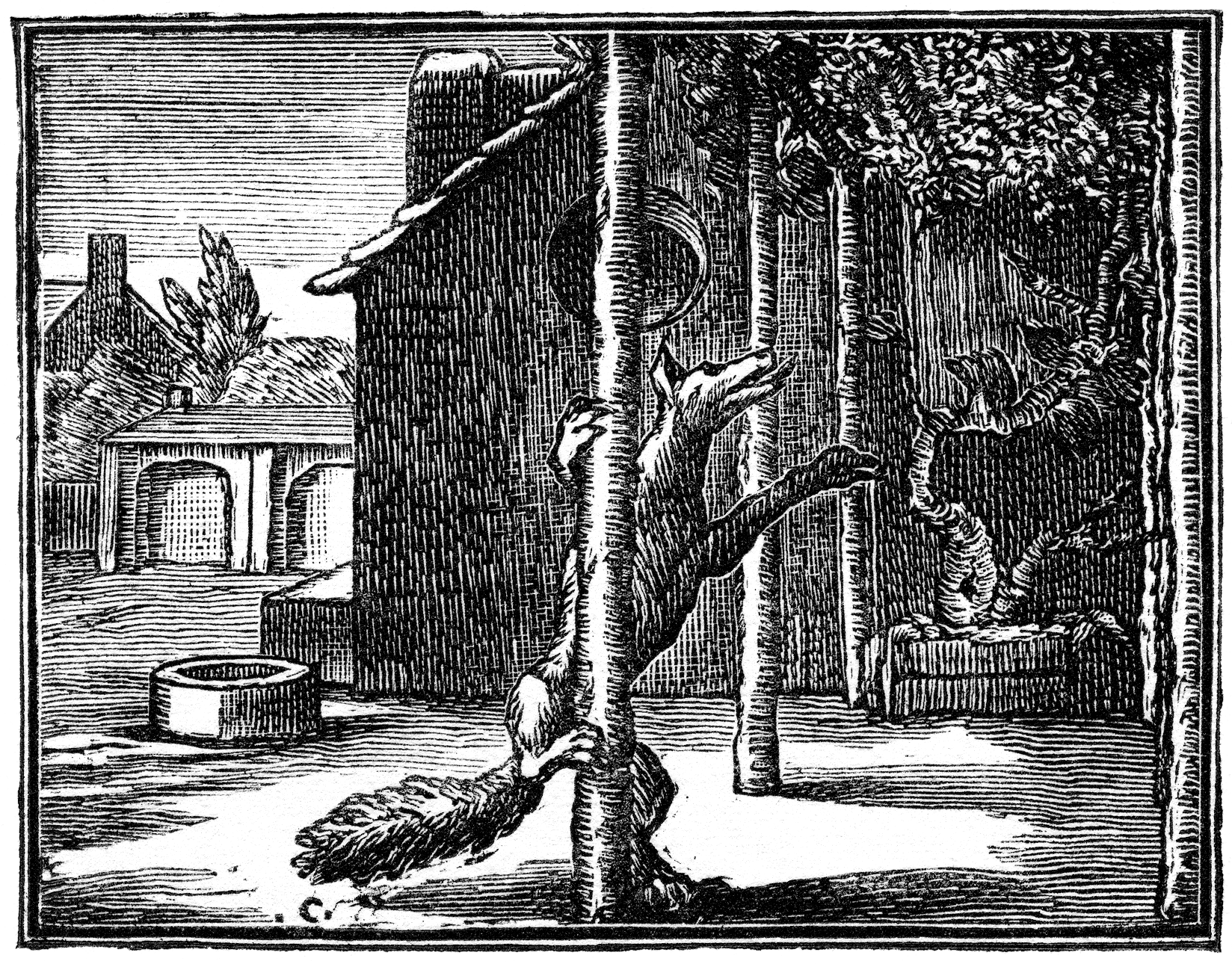
تصویرسازی از افسانهٔ «روباه و انگور» توسط فرانسوا شووُ در جلد نخست از مجموعه داستان‌های لافونتن؛ ۱۶۶۸ میلادی

روباه و انگور (انگلیسی: The Fox and the Grapes) یکی از افسانه‌های ازوپ است که در «فهرست پــِری»، داستان شماره ۱۵ است. روایت این داستان، کوتاه و موجز است و تمامی بازگویی‌های آن نیز به همان صورت، مختصر هستند.
داستان دربارهٔ روباهی است که به یک تاکستان رفته و تلاش می‌کند تا انگور بخورد؛ اما دستش به آنها نمی‌رسد. او بجای اعتراف به شکست، می‌گوید که انگورها ترش و ناخوشایند هستند.
در زبان انگلیسی، اصطلاح عامیانه «انگور ترش» (انگلیسی: sour grapes) از این افسانه گرفته شده‌است و معادل فارسی‌اش، این عبارت مشهور است که: «گربه دستش به گوشت نمی‌رسد، می‌گوید بو می‌دهد.»